# Little Wish ~lyrical step~
Little Wish ~lyrical step~ – siódmy singel japońskiej piosenkarki Yukari Tamury, wydany 21 października 2004 roku. Utwór tytułowy wykorzystano jako ending anime Magical Girl Lyrical Nanoha. Singel osiągnął 32 pozycję w rankingu Oricon i pozostał na niej przez 4 tygodnie, sprzedał się w nakładzie 8 968 egzemplarzy.

## Lista utworów
| Nr | Tytuł                        | Słowa         | Kompozycja     | Aranżacja      | Czas |
| -- | ---------------------------- | ------------- | -------------- | -------------- | ---- |
| 1. | "Little Wish ~lyrical step~" | Karen Shīna   | Masatomo Ōta   | Masatomo Ōta   | 4:05 |
| 2. | "Eien" (jap. 永遠)           | Masatomo Ōta  | Masatomo Ōta   | Masatomo Ōta   | 5:04 |
| 3. | "Sweet Darlin' "             | Kanade Kotowa | Kazuya Komatsu | Kazuya Komatsu | 4:29 |